# Cecilia Dazzi
Cecilia Dazzi (Roma, 17 ottobre 1969) è un'attrice italiana.
Vincitrice del David di Donatello per la migliore attrice non protagonista per Matrimoni (1999).

## Biografia
Ha recitato nei film La famiglia, Matrimoni, Caruso, zero in condotta, Emma sono io, Wimbledon, Il caimano e Il rito, nelle serie televisive I ragazzi del muretto, La squadra e Amiche mie e in diversi cortometraggi.
Inizia a recitare quattordicenne nella miniserie televisiva Ophira diretta dal padre, il cineasta e produttore Tommaso Dazzi, ma il debutto vero e proprio è nel 1987 in La famiglia di Ettore Scola, ricoprendo il ruolo da giovane del personaggio interpretato da Stefania Sandrelli: durante le riprese del film incontra Ricky Tognazzi, che la dirige poi in Fernanda (1987), uno dei sei episodi della serie televisiva Piazza Navona.
Nel 1989 si trasferisce a New York dove studia recitazione all'HB Studio con Herbert Berghof: tornata in Italia diventa poi assistente di Carmelo Bene.
Raggiunge la notorietà in Italia con le prime due stagioni della serie I ragazzi del muretto, in cui ricopre il ruolo dell'adolescente Debora Sacchetti; da quel momento si aprono per lei le porte del cinema, del teatro e della fiction televisiva. Inoltre dal 2003 al 2005, Cecilia è testimonial del gelato Carte D'Or negli spot girati da Paolo Genovese e Luca Miniero: curiosamente anche il personaggio di Debora ne "I ragazzi del muretto" durante la seconda stagione otteneva un posto in un provino per un gelato.
È successivamente impegnata con Miracolo italiano (1994) di Enrico Oldoini, che la richiamerà due anni più tardi per la fiction Dio vede e provvede; sempre nel 1994 recita nella sua prima produzione internazionale per il ciclo per la televisione Storie della Bibbia: è Bilhah in Giacobbe di Peter Hall. Passa poi ai cortometraggi: Cecilia Calvi la dirige in Mirko e Caterina (1995), accanto a Valerio Mastandrea, che poi ritroverà in Un inverno freddo freddo (1996) di Roberto Cimpanelli e La classe non è acqua (1996), sempre di Cecilia Calvi.
Il rapporto con la musica è parte della sua carriera artistica: nel 1997 firma infatti le parole di Capelli, brano con cui Niccolò Fabi vince il premio della critica per la categoria ‘Nuove proposte’ al Festival di Sanremo e Lasciarsi un giorno a Roma, dall'album Niccolò Fabi del 1998, con cui il cantante si classificherà ottavo al Festival di Sanremo dello stesso anno. Cecilia collaborerà anche con il compositore e autore Fulvio Binetti firmando alcuni testi dell'album di esordio di Micol Barsanti La chiave del sole, prodotto da Jovanotti. Assieme ad Emiliano Duncan scrive il testo di Farei di tutto per Giorgia, contenuto nell'album Spirito libero - Viaggi di voce 1992-2008.
Spesso ospite al Maurizio Costanzo Show, in quegli anni arriva per lei il riconoscimento della critica: per il ruolo di Sandra, in Matrimoni (1998) di Cristina Comencini, raccoglie la nomination ai Nastri d'argento 1999 e vince il David di Donatello 1999 come miglior attrice non protagonista.
Entra nel cast delle prime due stagioni della serie televisiva La squadra (2000-2001), tornando poi al cinema prima con Caruso, zero in condotta (2001) e poi con Emma sono io (2002): nel primo film è diretta da Francesco Nuti; nel secondo, diretta da Francesco Falaschi al fianco di Marco Giallini e Pierfrancesco Favino, interpreta Emma, una ragazza dalla doppia personalità in una commedia romantica che le vale il premio premio Flaiano e il premio Gallio come attrice protagonista.
Nel 2003 il regista britannico Richard Loncraine la dirige in La mia casa in Umbria, film HBO con Maggie Smith e Chris Cooper. Loncraine la fa apparire anche nella commedia sportiva ambientata nel mondo del tennis Wimbledon (2004), con Paul Bettany e Kirsten Dunst.
Due anni dopo viene scelta da Nanni Moretti per il ruolo di Luisa, compagna del personaggio di Jasmine Trinca, nel controverso successo de Il caimano (2006) e nello stesso anno riceve una menzione speciale ai Nastri d’argento come miglior interprete femminile per il cortometraggio di Stefano Chiodini Sotto le foglie, nuovamente in coppia con Valerio Mastandrea.
Ha condotto per due stagioni il programma La valigia dei sogni (2007) su LA7, in coppia con Sabrina Impacciatore. Nello stesso anno Voce del verbo amore di Andrea Manni la mette al centro del tira e molla tra Giorgio Pasotti e Stefania Rocca; e ancora viene chiamata per il film britannico Uragano (2007), con Robert Carlyle e Jessalyn Gilsig, che arriva in Italia come miniserie in un'unica puntata su Rai 1.
Nel 2008 rientra nel cast de La squadra per l'ottava stagione e gira la miniserie TV in dodici puntate di Amiche mie, insieme a Margherita Buy, Luisa Ranieri ed Elena Sofia Ricci. Torna al cinema, poi il sodalizio con Federico Moccia con Scusa ma ti chiamo amore (2008) e continua nel sequel Scusa ma ti voglio sposare (2010).
Nel 2011 compare infatti in Il rito, girato a Roma dallo svedese Mikael Håfström, con Anthony Hopkins. Lavora di nuovo con Nanni Moretti in Habemus Papam (2011). Dal 2011 al 2015 si divide tra la radio, a Rai Radio 2 conduce il programma radiofonico sul cinema Nessuno è perfetto, e al cinema con Bianca come il latte, rossa come il sangue di Giacomo Campiotti. Torna in televisione con un ruolo di rilievo nella seconda stagione di Una pallottola nel cuore (2016) e con la serie TV La porta rossa (2017) in onda su Rai 2.
Ha brevettato e realizzato, in collaborazione con Enrico Alboni, un particolare cuscino adatto a donne con il seno voluminoso o affette da mastopatia.

## Filmografia

### Cinema
- Molly'O, regia di Bruno Cortini (1986)
- La famiglia, regia di Ettore Scola (1986)
- Smeraldina liberata, regia di Umberto Silva (1988)
- Tra due risvegli, regia di Amedeo Fago (1993)
- La città dei sogni, regia di Paolo Bonora (1993)
- Miracolo italiano, regia di Enrico Oldoini (1994)
- Trafitti da un raggio di sole, regia di Claudio Del Punta (1995)
- Il cielo è sempre più blu, regia di Antonello Grimaldi (1995)
- Albergo Roma, regia di Ugo Chiti (1996)
- Un inverno freddo freddo, regia di Roberto Cimpanelli (1996)
- Once We Were Strangers, regia di Emanuele Crialese (1997)
- La classe non è acqua, regia di Cecilia Calvi (1997)
- Matrimoni, regia di Cristina Comencini (1998)
- AAA Agenzia Abbandoni, regia di Luca Facchini (1999)
- 20 - Venti, regia di Marco Pozzi (2000)
- Le sciamane, regia di Anne Riitta Ciccone (2000)
- Caruso, zero in condotta, regia di Francesco Nuti (2001)
- Belgrado sling, regia di Riccardo Donna (2001)
- Emma sono io, regia di Francesco Falaschi (2002)
- Operazione Kebab, regia di Enrico Carlesi (2002)
- Bell'amico, regia di Luca D'Ascanio (2002)
- Movimenti, regia di Serafino Murri (2004)
- Ogni volta che te ne vai, regia di Davide Cocchi (2004)
- Wimbledon, regia di Richard Loncraine (2004)
- Il caimano, regia di Nanni Moretti (2006)
- Uragano, regia di Tony Mitchell (2007)
- Voce del verbo amore, regia di Andrea Manni (2007)
- Scusa ma ti chiamo amore, regia di Federico Moccia (2008)
- Feisbum - Il film, registi vari (2009)
- Scusa ma ti voglio sposare, regia di Federico Moccia (2010)
- Sharm el Sheikh - Un'estate indimenticabile, regia di Ugo Fabrizio Giordani (2010)
- Questo mondo è per te, regia di Francesco Falaschi (2011)
- Il rito, regia di Mikael Hafstrom (2011)
- Habemus Papam, regia di Nanni Moretti (2011)
- Bianca come il latte, rossa come il sangue, regia di Giacomo Campiotti (2013)
- L'amore rubato, regia di Irish Braschi (2016)
- Tramite amicizia, regia di Alessandro Siani (2023)
- I Don't Understand You, regia di David Joseph Craig e Brian Crano (2024)
- C'è un posto nel mondo, regia di Francesco Falaschi (2024)

### Televisione
- Ophiria, regia di Tommaso Dazzi – serie TV (1983)
- L'albero dei diamanti, regia di Tommaso Dazzi – film TV (1984)
- Piazza Navona – serie TV, episodio: Fernanda, regia di Ricky Tognazzi (1988)
- I ragazzi del muretto – serie TV (1991-1993)
- Giacobbe, regia di Peter Hall – film TV (1994)
- L'ombra abitata, regia di Massimo Mazzucco – film TV (1995)
- Dio vede e provvede – serie TV (1996)
- Il mastino – serie TV (1997)
- Ama il tuo nemico, regia di Damiano Damiani – miniserie TV (1999)
- La squadra – serie TV (2000-2001, 2007)
- Un colpo al cuore, regia di Alessandro Benvenuti – film TV (2000)
- La mia casa in Umbria, regia di Richard Loncraine – film TV (2003)
- O la va, o la spacca, regia di Francesco Massaro – miniserie TV (2004)
- L'ispettore Coliandro – serie TV, episodio: In trappola (2006)
- Il vizio dell'amore – serie TV, episodio: I brutti (2006)
- Cuore di ghiaccio, regia di Matteo Bellinelli – film TV (2006)
- Boris – serie TV (2007, 2022)
- Caccia segreta, regia di Massimo Spano – miniserie TV (2007)
- Amiche mie – serie TV (2008)
- L'ispettore Coliandro 2 – serie TV, episodio: Doppia rapina (2009)
- La vita contro, regia di Tommaso Agnese – docufiction TV (2012)
- Il tredicesimo apostolo: la rivelazione – serie TV, episodio: L'uomo nero (2014)
- La bella e la bestia, regia di Fabrizio Costa – miniserie TV (2014)
- Braccialetti rossi – serie TV (2015)
- Una pallottola nel cuore 2 – serie TV (2016)
- La porta rossa – serie TV (2017-2023)
- L'isola di Pietro – serie TV (2017)
- Ho tutto il tempo che vuoi, regia di Francesco Falaschi (2020)
- Il matrimonio – serie TV (2021)
- Chiamami ancora amore, regia di Gianluca Maria Tavarelli – miniserie TV (2021)
- Crazy for Football - Matti per il calcio, regia di Volfango De Biasi – film TV (2021)
- Fosca Innocenti – serie TV (2022-2023)
- Unwanted - Ostaggi del mare, regia di Oliver Hirschbiegel – miniserie TV (2023)
- Mrs Playman, regia di Riccardo Donna (2024)

### Cortometraggi
- Ho tutto il tempo che vuoi, regia di Francesco Falaschi (2021)